# کلیسای مون-سن-میشل
کلیسای مون-سن-میشل (به انگلیسی: Mont-Saint-Michel-Abbey) یک دیر (مسیحیت) است که در داخل شهر و جزیره مون سن-میشل در نرماندی سفلی، در دپارتمان مانش واقع شده‌است.
این کلیسا بخشی اساسی از ترکیب ساختاری شهر است که جامعه فئودالی ساخته‌است. در قسمت فوقانی شهر، خدا، دیر و صومعه و در قسمت پایین، سالن‌های بزرگ، فروشگاه‌ها و مسکن‌ها، و در پایین (خارج از دیوارها)، منازل ماهی گیران و کشاورزان قرار دارد.
کلیسا از سال ۱۸۶۲ یک بنای تاریخی فرانسوی حافظت شده‌است.از سال ۱۹۷۹، این محل به عنوان یک مجموعه یعنی مون سن-میشل و خلیج آن یک میراث جهانی یونسکو بوده و توسط مرکز آثار ملی اداره می‌شود.
این کلیسا با داشتن بیش از ۱٫۳۳۵ میلیون بازدید کننده در سال ۲۰۱۰، جزء پر بازدید کننده‌ترین مکان‌های دیدنی فرهنگی در فرانسه است.

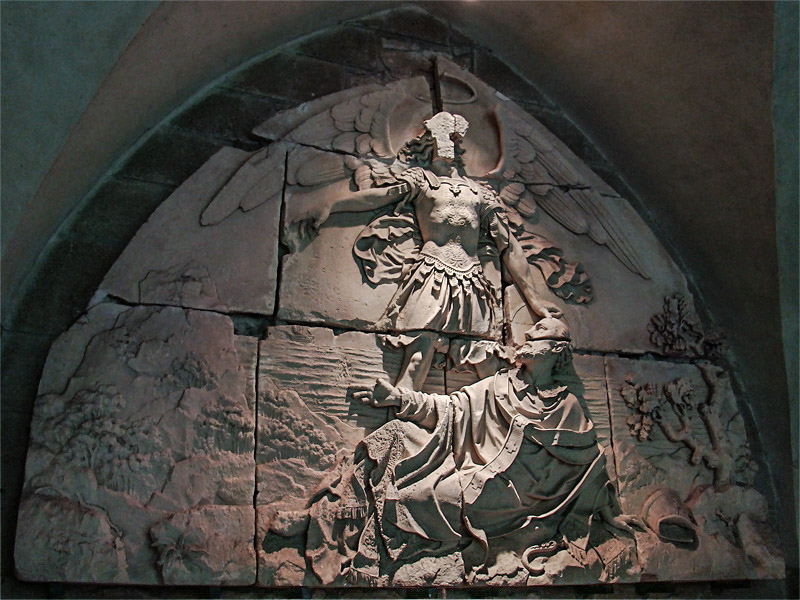
سن اوبر

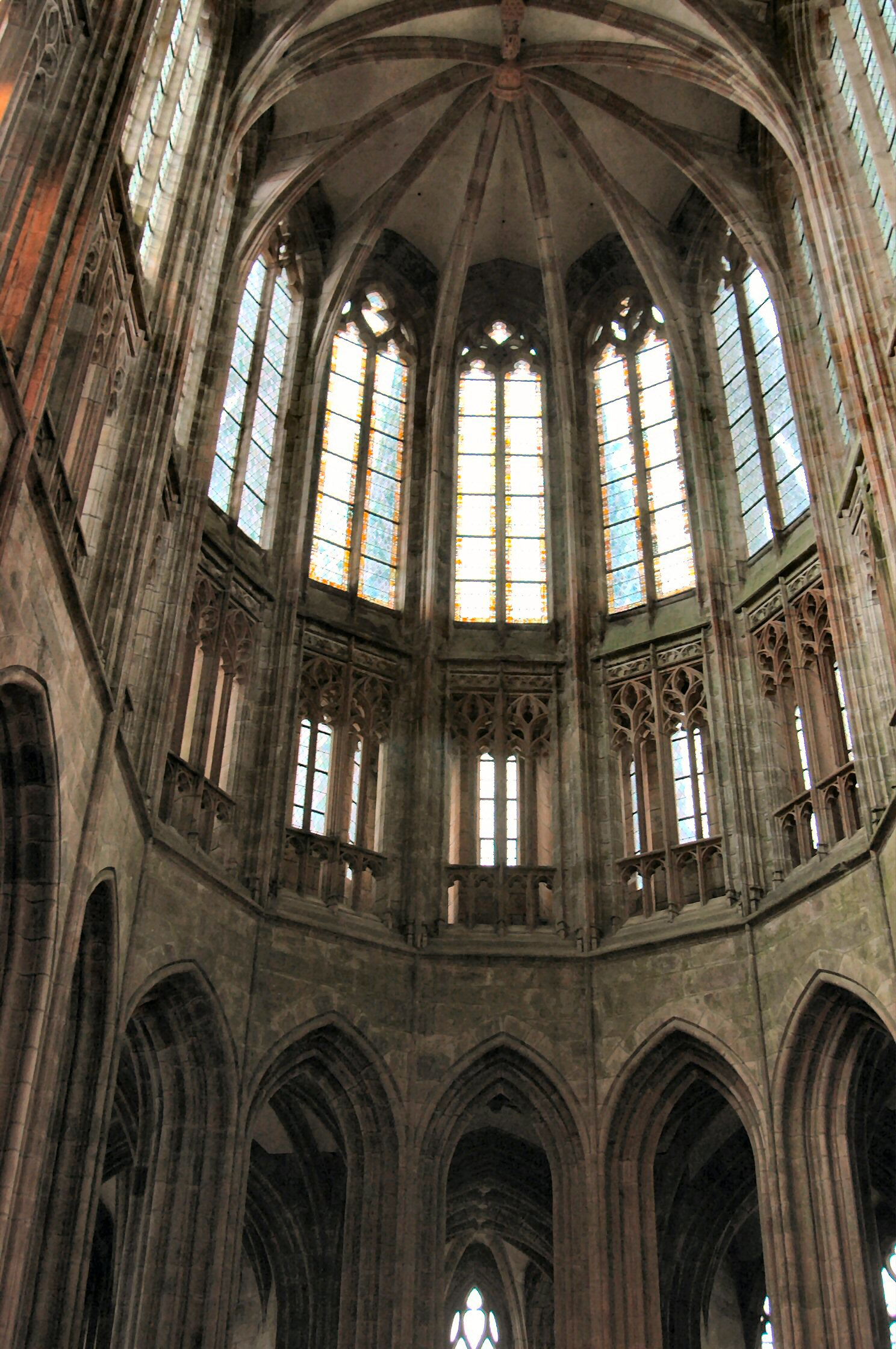
گروه کر گوتیک کلیسا-صومعه

## نگارخانه

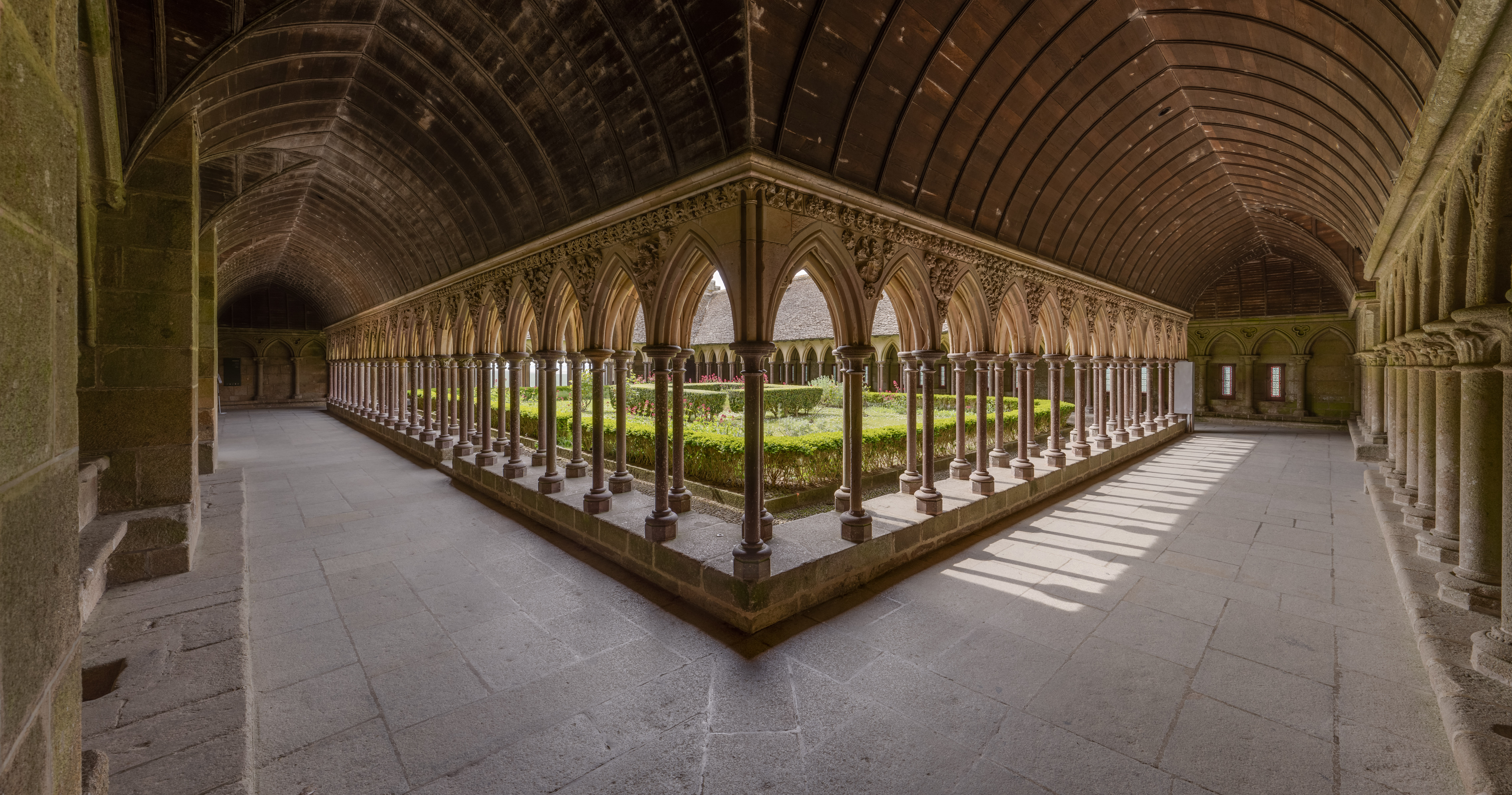
معماری فضای اندرونی
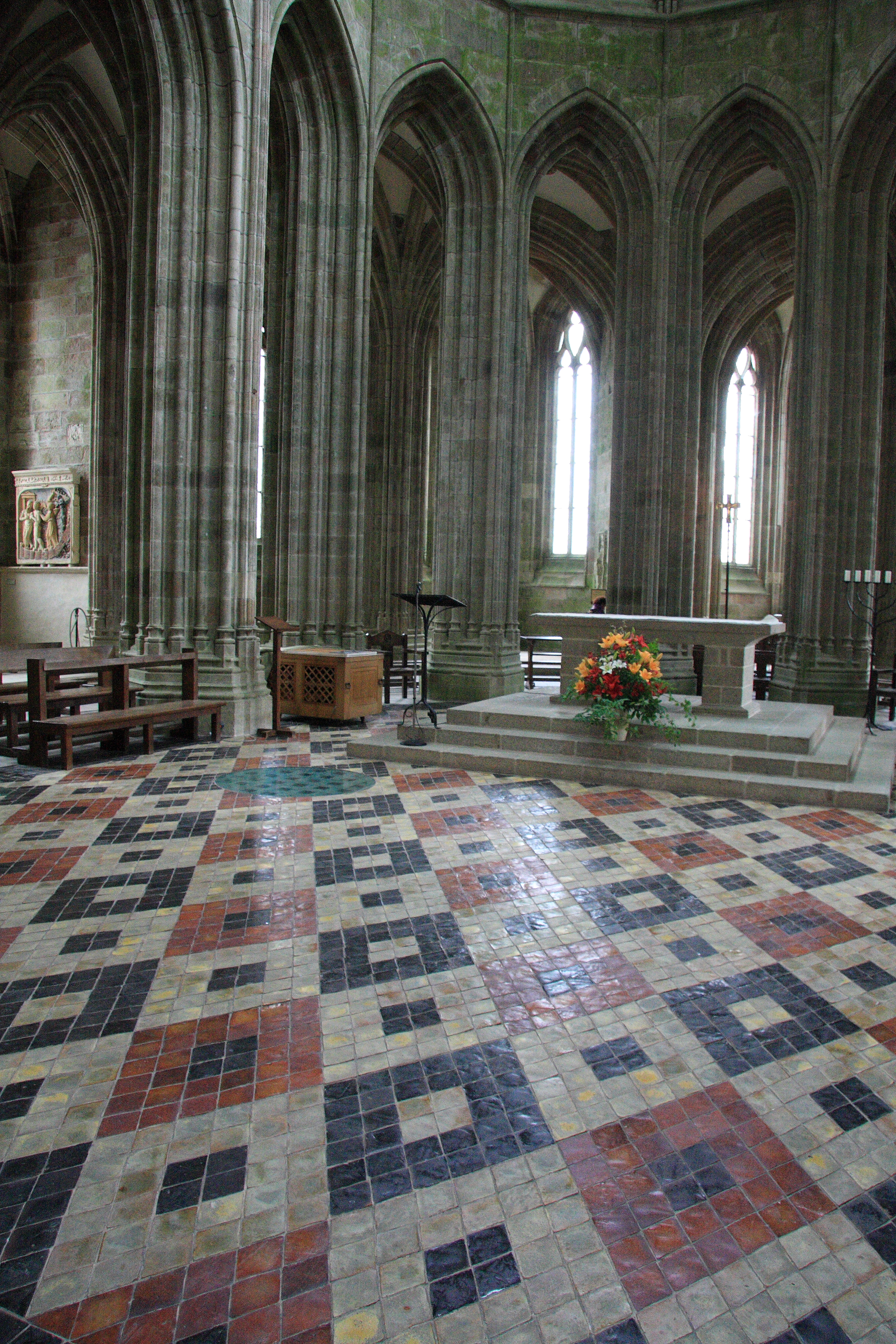
فضای داخلی کلیسا-صومعه سن میشل.
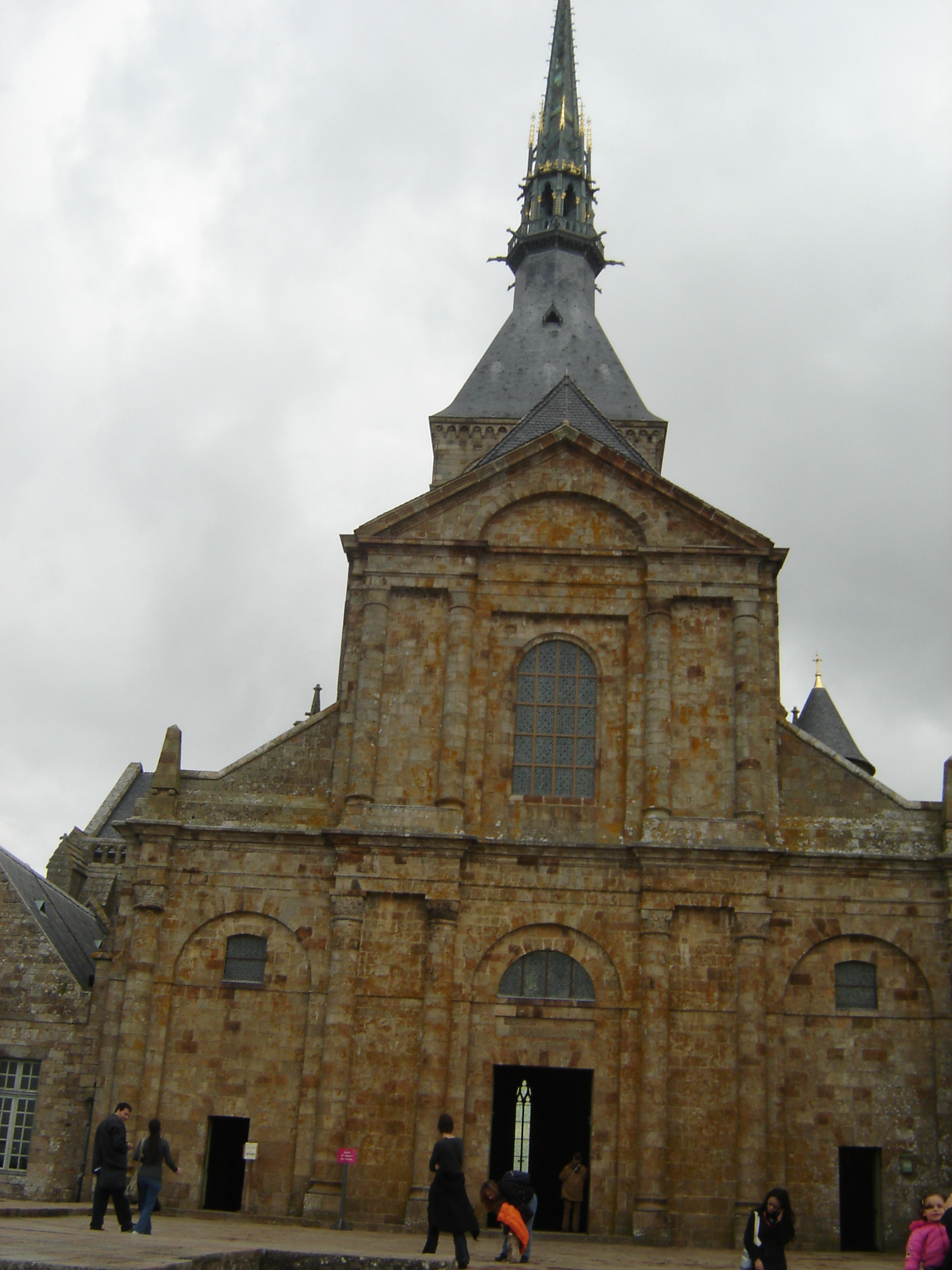
نمای کلاسیک کلیسا-صومعه سن میشل.
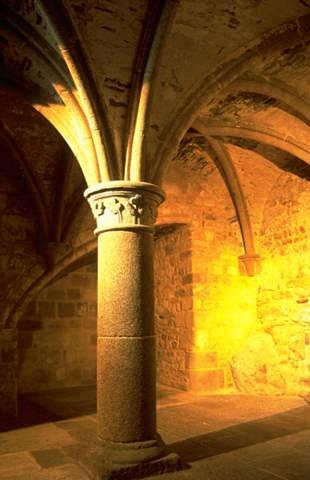
پیلار در یکی از اتاق‌های اقامتی.
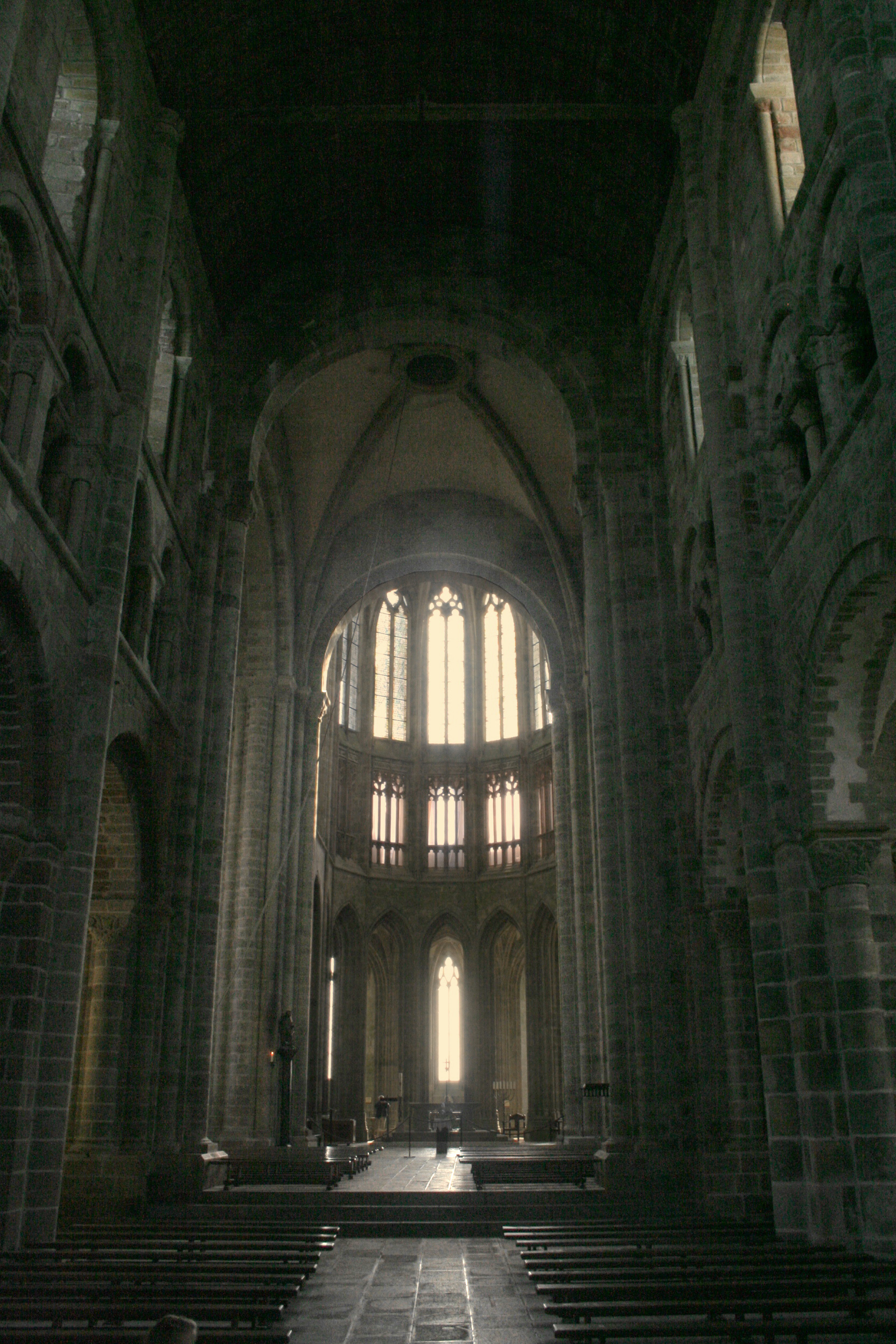
قسمت مرکزی ساختمان کلیسا
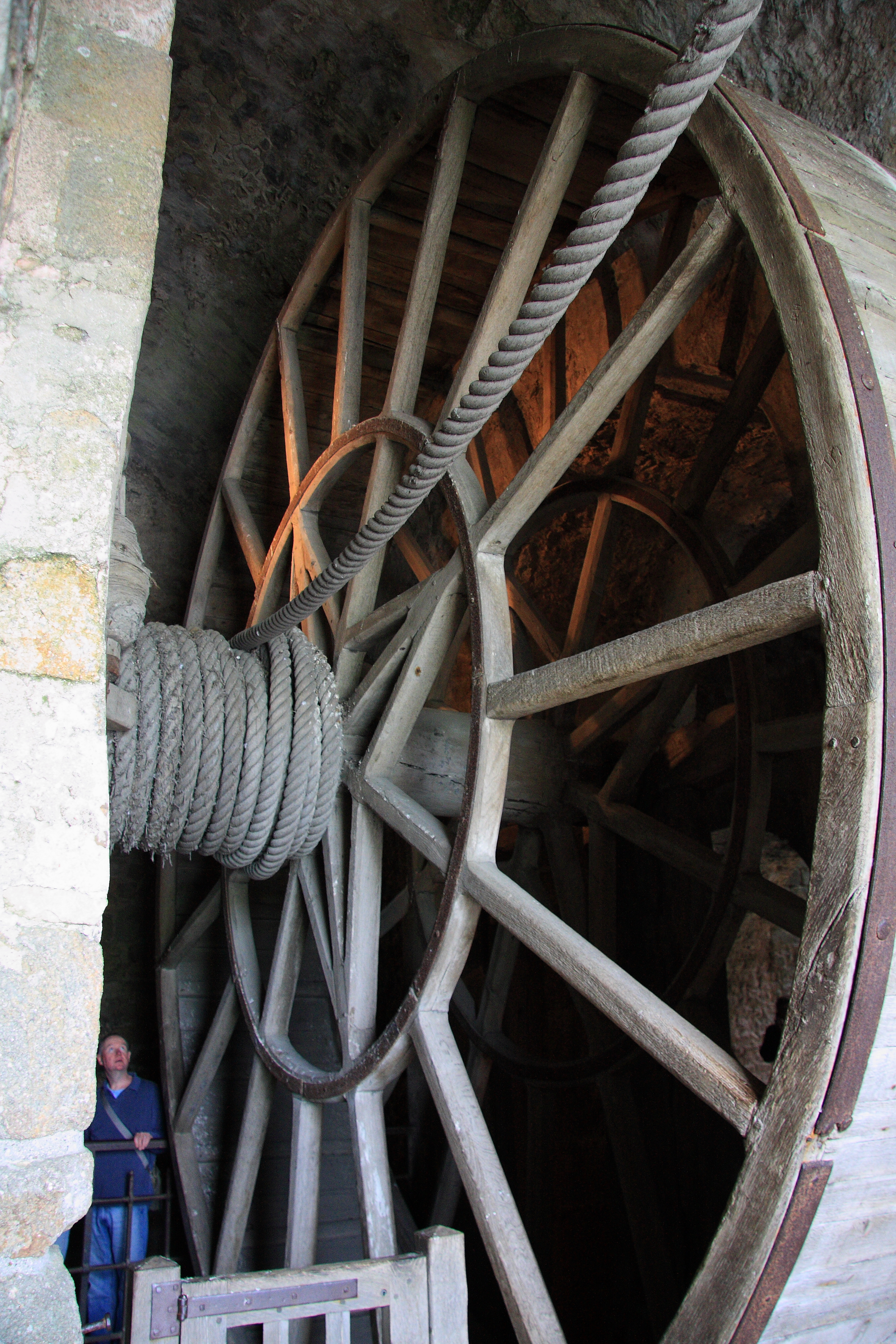
بالابر برقی
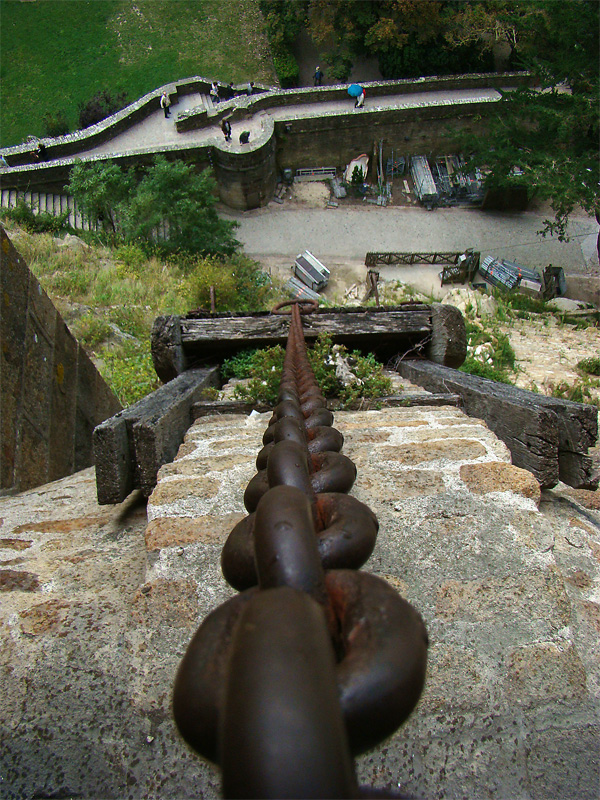
نمای بیرونی چرخ چاه
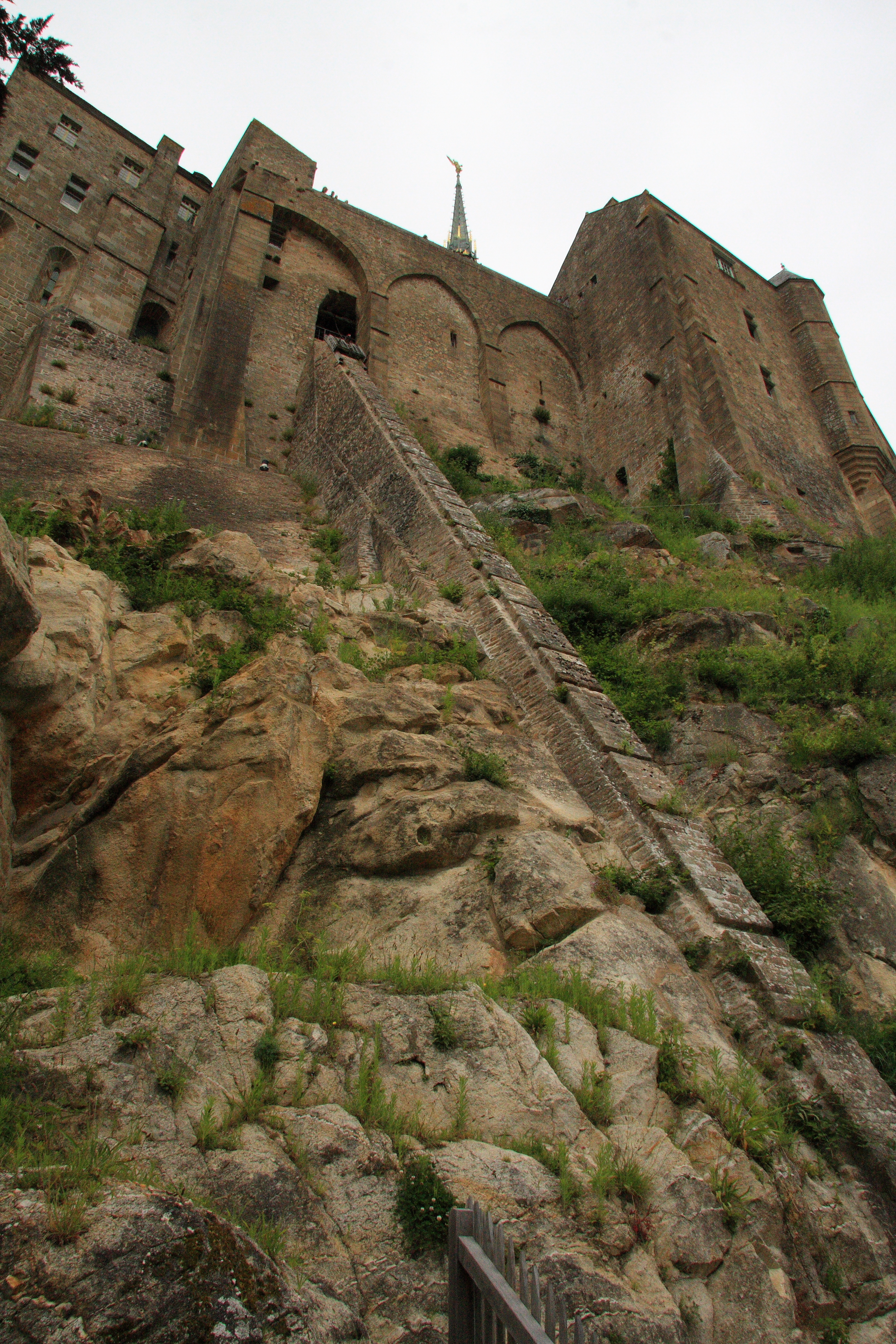
سطح شیب دار مخصوص چرخ چاه